# Buitinga kihanga
Buitinga kihanga is een spinnensoort uit de familie trilspinnen (Pholcidae). De soort komt voor in Tanzania. 